# János Bihari
Dans le nom hongrois Bihari János, le nom de famille précède le prénom, mais cet article utilise l’ordre habituel en français János Bihari, où le prénom précède le nom.
János Bihari est un violoniste tsigane né à Veľké Blahovo (près de Bratislava, alors Presbourg ou Pozsony) le 21 octobre 1764 et mort à Pest le 26 avril 1827.

## Biographie
Il était gendre de Simon Banyak, virtuose du cymbalum, et fils de violoniste. János Bihari a été le plus illustre violoniste de son temps, « un génie exclusivement instinctif, qui ne connaissait pas les notes ». En 1801, il fonda à Pest un orchestre de cinq musiciens (cordes et cymbalum), dont le répertoire était surtout fondé sur l'improvisation. Il connut alors une renommée croissante, et bientôt il fut introduit dans les milieux les plus aisés. Son violon et son orchestre jouaient non seulement chez les nobles magyars, mais aussi lors des bals de la cour. Il effaça de ce fait les préjugés attachés à ses origines et à sa musique. Au faîte de son succès, il put vivre sans gêne: vêtements coûteux, domestiques et hôtels de luxe. Nombre de musiciens tziganes le reconnaissent comme le fondateur de cette musique, au point parfois de prétendre se compter parmi ses descendants.
Il se produisit devant Franz Liszt ou Beethoven, qui utilisèrent ses mélodies dans leurs propres œuvres. Il participa également à nombre de cérémonies officielles : couronnement de l’impératrice Marie-Louise, reine de Hongrie, congrès de Vienne en 1814 devant un parterre de souverains et d’ambassadeurs, ou en 1820 pour l’empereur d’Autriche François II.
À partir de 1823, sa carrière a lentement décliné. En 1824, une chute de cheval lui brisa le bras gauche. Quoiqu'il continuât à jouer, sa vie de virtuose avait pris fin  et il termina sa vie dans la misère.
Il nous reste 84 airs de János Bihari, transcrits par des contemporains, principalement des romances, des musiques de danse et surtout des verbunkos.
On prétend qu’il était l’auteur de la Marche de Rákóczy, que Berlioz utilisa dans La Damnation de Faust, et Liszt dans une Rhapsodie hongroise. D’autres sources indiquent que ce morceau fut composé par Mihály Barna en 1705.